# Mordellistena koelleri
Mordellistena koelleri är en skalbaggsart som beskrevs av Karl Friedrich Ermisch 1956. Mordellistena koelleri ingår i släktet Mordellistena, och familjen tornbaggar. Arten är reproducerande i Sverige.